# Alex McCrindle
Alex McCrindle est un acteur britannique né le 3 août 1911 à Glasgow et mort le 20 avril 1990 à Édimbourg.

## Filmographie

### Cinéma
- 1951 : The House in the Square : James Boswell
- 1952 : I Believe in You : Tom Haines
- 1953 : Gilbert Harding Speaking of Murder : le critique musical
- 1953 : Les Kidnappers : le ministre
- 1954 : Révolte dans la vallée : Keegan
- 1955 : Geordie : le gardien
- 1960 : Depth Charge : Skipper
- 1970 : La Vie privée de Sherlock Holmes
- 1977 : Star Wars, épisode IV : Un nouvel espoir : général Dodonna
- 1978 : The Peregrine Hunters : Hawkeye Brown
- 1979 : Correction, Please or How We Got Into Pictures : Hepworth
- 1981 : L'Arme à l'œil : Tom
- 1986 : Comrades : Jailor

### Télévision
- 1937 : Turn Round
- 1938 : The Seventh Man :
- 1938 : On the Spot : Ryan le patrouilleur
- 1938 : Qui a tué le rouge-gorge ?
- 1938 : Juno and the Paycock
- 1938 : The White Chateau :
- 1938 : The Knight of the Burning Pestle : George Greengoose
- 1939 : Rehearsal for a Drama
- 1939 : Death at Newtown-Stewart
- 1939 : The Switchback
- 1953 : BBC Sunday-Night Theatre : l'Écossais (1 épisode)
- 1952-1953 : Wednesday Theatre : Philibent et M. Poprad (2 épisodes)
- 1954 : Douglas Fairbanks, Jr., Presents : Kelly (1 épisode)
- 1956 : Adventure Theater : Music critic (1 épisode)
- 1962 : The Master of Ballantrae : Capitaine Teach (2 épisodes)
- 1962 : The Dark Island : M. Stewart (3 épisodes)
- 1963 : Kidnapped : le premier employé (1 épisode)
- 1964 : Witch Wood : Révérend Proudfoot
- 1965 : Le Saint : Fergus MacLish (1 épisode)
- 1965 : Undermind (en) : Professeur Emmett (1 épisode)
- 1966-1967 : This Man Craig : Willie Sinclair (52 épisodes)
- 1968 : The Flight of the Heron : Keppoch (2 épisodes)
- 1968 : Mystery and Imagination : Lapraik (1 épisode)
- 1963-1969 : Dr. Finlay's Casebook : Hughie, Mr. Shiel, Arthur Hepburn, Fairbairn et Colin Bell (5 épisodes)
- 1971-1973 : The View from Daniel Pike : Shakespeare et Capitaine McPhee (2 épisodes)
- 1973 : Adam Smith : Jimmy Black (1 épisode)
- 1973-1974 : Sutherland's Law : MacGillivray et James Keenan (2 épisodes)
- 1975 : The Hill of the Red Fox : Deckhand (1 épisode)
- 1976 : Shadows : M. Campbell (1 épisode)
- 1978 : All Creatures Great and Small : Ewan Ross (1 épisode)
- 1979 : Dick le rebelle : Dr Hector Andrews (1 épisode)
- 1978-1979 : Play for Today : le père et Tam (2 épisodes)
- 1980 : Sounding Brass : M. MacKenzie (5 épisodes)
- 1980 : Mackenzie : Bill Campbell (2 épisodes)
- 1982 : Cloud Howe : le vieux Leslie (4 épisodes)
- 1982 : The Gentle Touch : le vieil homme (1 épisode)
- 1983 : Flying into the Wind : le clochard
- 1983 : Reilly: Ace of Spies : MacDougal (1 épisode)
- 1984 : The Country Diary of an Edwardian Lady : Macbeth Bain (1 épisode)
- 1984 : Sakharov : le contrôleur du Siberia
- 1988 : The Play on One : Wilf (1 épisode)
- 1988 : Taggart : le clochard (1 épisode)
- 1988-1990 : Take the High Road : Bert (3 épisodes)
- 1989 : Screen Two : l'homme au bureau (1 épisode)